# Barrage de Râușor
Le barrage de Râușor est un barrage en enrochement construit en 1987 dans l'extrême nord du Județ d'Argeș, en Roumanie. Il est installé sur le Râul Târgului. Il a une hauteur de mur de 120 mètres et un volume total de 60 millions de m³.